# Control patern

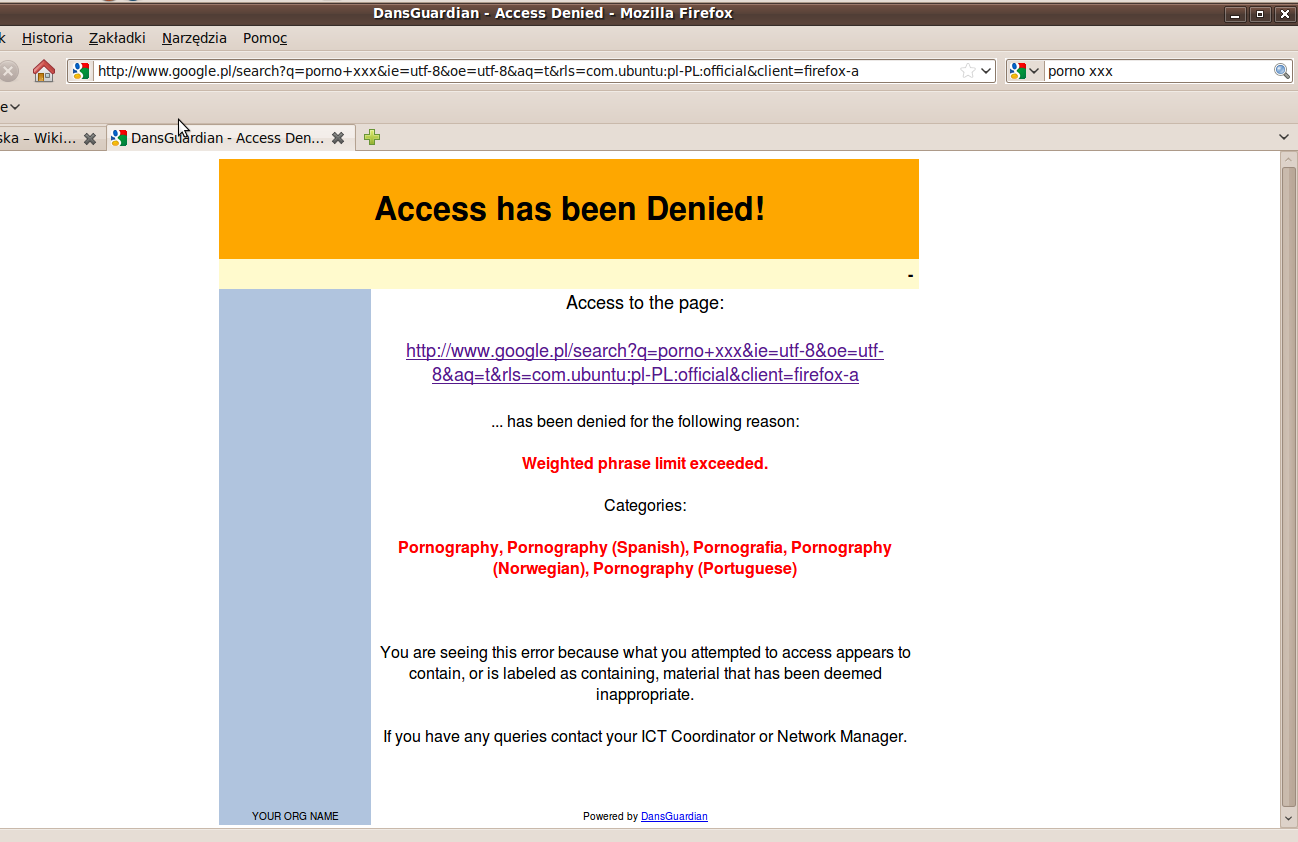
DansGuardian - STOP pornograpny

El control patern o també parental consisteix a bloquejar d'alguna manera l'accés a continguts audiovisuals, o d'altra mena, que poden ser visualitzats per un nen en un dispositiu usualment de televisió o internet. El seu objectiu acostuma a ser garantir que l'accés a determinats continguts dirigits a adults no siguin vistos per infants sense l'autorització explícita d'un adult.

## La Llei
La llei que regula els continguts en televisió estableixen que:
- Les emissions de televisió no inclouran programes ni escenes o missatges de qualsevol tipus que puguin perjudicar seriosament el desenvolupament físic, mental o moral dels menors, ni programes que fomentin l'odi, el menyspreu o la discriminació per motius de naixement, raça, sexe, religió, nacionalitat, opinió o qualsevol altra circumstància personal o social.
- Per altra banda, aquells programes que puguin perjudicar el desenvolupament físic, mental o moral dels menors només podrà realitzar-se després de les deu de la nit (entre les 22 i les 6 hores) i haurà de ser objecte d'advertència sobre el seu contingut per mitjans sonors (veu, música...) o visuals (cartell, llegenda en pantalla...). A més a més hauran de ser identificats mitjançant la presència d'un símbol visual durant tota la seva durada.
Aquestes exigències també hauran de complir-les els espais d'auto-promoció en els que les cadenes ofereixen avenços de la seva programació.
- Al començament de l'emissió de cada programa de televisió i al reprendre la mateixa, després de cada interrupció per inserir publicitat o anuncis de televenda, una advertència, visual i sonora, que contindrà una qualificació orientativa per informar de la major o menor idoneïtat pels menors d'edat.
- La Llei també adverteix que per la millor protecció de la joventut i de la infància, en un futur, quan el desenvolupament tecnològic ho faci possible, es podrà establir l'obligació que els aparells de televisió incorporin mecanismes automàtics de desconnexió (els anomenats «xips antiviolència») i a exigir als serveis de televisió que incloguin en les seves emissions els codis que permetin activar aquests mecanismes a voluntat de l'espectador.
Al marge de la protecció de la infància respecte als continguts, els nens i joves tenen també dret a que les cadenes respectin els horaris anunciats d'emissió dels seus programes.

## Sistemes de control patern
En la televisió analògica l'únic control patern possible l'ha de portar a terme una persona que visualitzi els indicadors visuals i/o sonors abans mencionats.
Amb l'aparició de la televisió digital aquest tipus de control pot ser totalment automàtic. En l'actualitat existeixen diferents sistemes de control patern i el seu nombre continua incrementant-se dia a dia. Això és possible gràcies a la capacitat dels nous receptors de televisió de tractar dades adjuntes a les pròpies de vídeo i àudio.
El sistema més bàsic utilitza el comandament a distància del receptor per bloquejar canals mitjançant l'ús d'una contrasenya. Una millora d'aquest sistema realitza bloquejos de programes independents dintre d'un mateix canal mitjançant guies de programació.
Aquestes guies de programació estan essent modificades per moltes raons però una de les més importants és la de classificar tots els programes que s'emeten segons el seu contingut. Partint d'una classificació donada, el receptor es configura amb un determinat nivell de bloqueig segons es vulgui i novament protegit per una contrasenya.
Als EUA s'instal·la un xip anomenat "V-chip" a tots els televisors de més de 13" fabricats després de Gener de l'any 2000 que realitza el control patern per mitjà de les guies de programació.
Dintre del món del cinema i la seva distribució en suport DVD també es treballa sobre el control patern. Per exemple, existeixen altres sistemes més sofisticats que es connecten entre un lector DVD i la televisió per filtrar obscenitats i llenguatge vulgar. El sistema llegeix el text "closed caption" i automàticament silencia l'àudio i proporciona textos alternatius en aquestes paraules "tabú", és a dir, políticament incorrectes. Un disc pot ser dissenyat de manera que es llegeixi una versió diferent de la pel·lícula depenent del nivell de control patern que hagi estat fixat al lector.